# Knud Anthon Knudsen
Knud Anthon Knudsen, född 1864, död 1949, var en dansk gymnast och författare.
Knudsen följde efter teologisk examen 1889 utbildningen vid Gymnastiska centralinstitutet i Stockholm och tjänstgjorde 1891-95 som lärare vid Ryslinge folkhögskola. 1895-98 förestod han tillsammans med K. Teilmann gymnastikinstitutet i Köpenhamn, och blev 1898 ledare för danska statens ettåriga gymnastiklärarkurs, 1904 gymnastikinspektör och 1911 chef för statens gymnastikinstitut. Knudsen verkade kraftigt för den lingska gymnastikens utbredning i Danmark. Han utgav bland annat Lærebog i Gymnastik (3:e upplagan 1920).